# العامرية الشرقية
قرية العامرية الشرقية هي إحدى القرى التابعة لمركز رشيد في محافظة البحيرة في جمهورية مصر العربية. حسب إحصاءات سنة 2006، بلغ إجمالي السكان في العامرية الشرقية حوالي 4436 نسمة، منهم 2194 رجل و2242 امرأة.